# Berndorf (Twistetal)
Berndorf ist der nach Einwohnerzahl größte von insgesamt sieben Ortsteilen der Gemeinde Twistetal im nordhessischen Landkreis Waldeck-Frankenberg.

## Geographische Lage
Das Dorf liegt etwa 3 km nordöstlich von Korbach im Tal der Twiste. Durch den Ort verläuft die Bundesstraße 252. Die Landesstraße 3297 trifft im Ort auf die Bundesstraße.

## Geschichte

### Ortsgeschichte
Der Ort wurde als „Beranthorpe“ bekanntermaßen erstmals um 860 als Besitzung des Klosters Corvey genannt. Auch 1070 mussten noch Abgaben an Corvey geleistet werden. Der Ort erscheint 1194 als Vorwerk des Klosters Flechtdorf. Nach 1200 kam Berndorf in das Herrschaftsgebiet der Grafen von Schwalenberg, den späteren Waldecker Grafen. Um 1350 gab es in Berndorf bereits mehrere Mühlen. 1537 wurden die Obere, Mittlere, Niedere und die Walkemühle genannt. Der sogenannte „Mönchshof“ lieferte 1537 Fruchtabgaben an das Kloster Netze. Ab 1833 erfolgte die Ablösung von Diensten, den Zehnten, Abgaben und Lehnsrechten. 1850 erhielt der Ort die kommunale Selbstverwaltung.
Am 26. und 27. Juni 2010 feierte Berndorf das 1150-jährige Bestehen.
Im Oktober 2019 kam Berndorf erstmal bundesweit in den Medien vor, da sich im Ort die Firma Wilke Waldecker Fleisch- und Wurstwaren befand. Nach drei Todesfällen in Südhessen durch mit Listerien belastete Pizza-Salami und Brühwurstaufschnitt, die laut Gutachten des Robert Koch-Instituts mit einer Wahrscheinlichkeit von 99,6 Prozent in Zusammenhang mit Wilke Waldecker Fleisch- und Wurstwaren stehen, wurde die Produktion Anfang Oktober 2019 durch die Überwachungsbehörde eingestellt. Die Waren wurden weltweit zurückgerufen. Das Unternehmen musste die vorläufige Insolvenz anmelden.

### Hessische Gebietsreform (1970–1977)
Zum 31. Dezember 1971 fusionierte die bis dahin selbständige Gemeinde Berndorf im Zuge der Gebietsreform in Hessen mit fünf weiteren Gemeinden freiwillig zur neuen Großgemeinde Twistetal. Der Verwaltungssitz befindet sich in Twiste. Heute ist in einem ehemaligen Gutshaus die Gemeindeverwaltung der Gemeinde Twistetal untergebracht. Für alle im Zuge der Gebietsreform nach Twistetal eingegliederten Gemeinden wurden Ortsbezirke mit Ortsbeirat und Ortsvorsteher nach der Hessischen Gemeindeordnung gebildet.

### Verwaltungsgeschichte im Überblick
Die folgende Liste zeigt die Staaten und Verwaltungseinheiten, in denen Berndorf lag:
- vor 1712: Heiliges Römisches Reich, Grafschaft Waldeck, Amt Eisenberg
- ab 1712: Heiliges Römisches Reich, Fürstentum Waldeck, Amt Eisenberg
- ab 1807: Fürstentum Waldeck, Amt Eisenberg
- ab 1815: Fürstentum Waldeck, Oberamt des Eisenbergs
- ab 1816: Fürstentum Waldeck, Oberjustizamt des Eisenbergs
- ab 1850: Fürstentum Waldeck-Pyrmont (seit 1849), Kreis des Eisenbergs[Anm. 1]
- ab 1867: Fürstentum Waldeck-Pyrmont (Akzessionsvertrag mit Preußen), Kreis des Eisenbergs
- ab 1871: Deutsches Reich, Fürstentum Waldeck-Pyrmont, Kreis des Eisenbergs
- ab 1919: Deutsches Reich, Freistaat Waldeck-Pyrmont, Kreis des Eisenbergs
- ab 1929: Deutsches Reich, Freistaat Preußen, Provinz Hessen-Nassau, Regierungsbezirk Kassel, Kreis des Eisenbergs
- ab 1942: Deutsches Reich, Freistaat Preußen, Provinz Hessen-Nassau, Regierungsbezirk Kassel, Landkreis Waldeck
- ab 1944: Deutsches Reich, Freistaat Preußen, Provinz Kurhessen, Regierungsbezirk Kassel, Landkreis Waldeck
- ab 1945: Deutsches Reich, Amerikanische Besatzungszone, Groß-Hessen, Regierungsbezirk Kassel, Landkreis Waldeck
- ab 1946: Deutsches Reich, Amerikanische Besatzungszone, Hessen, Regierungsbezirk Kassel, Landkreis Waldeck
- ab 1949: Bundesrepublik Deutschland, Hessen, Regierungsbezirk Kassel, Landkreis Waldeck
- ab 1972: Bundesrepublik Deutschland, Hessen, Regierungsbezirk Kassel, Landkreis Waldeck, Gemeinde Twistetal
- ab 1974: Bundesrepublik Deutschland, Hessen, Regierungsbezirk Kassel, Landkreis Waldeck-Frankenberg, Gemeinde Twistetal

## Bevölkerung

### Einwohnerstruktur 2011
Nach den Erhebungen des Zensus 2011 lebten am Stichtag dem 9. Mai 2011 in Berndorf 1686 Einwohner. Darunter waren 90 (5,3 %) Ausländer. Nach dem Lebensalter waren 318 Einwohner unter 18 Jahren, 666 zwischen 18 und 49, 396 zwischen 50 und 64 und 306 Einwohner waren älter. Die Einwohner lebten in 645 Haushalten. Davon waren 144 Singlehaushalte, 204 Paare ohne Kinder und 234 Paare mit Kindern, sowie 54 Alleinerziehende und 9 Wohngemeinschaften. In 117 Haushalten lebten ausschließlich Senioren und in 432 Haushaltungen leben keine Senioren.

### Einwohnerentwicklung
Quelle: Historisches Ortslexikon
| • 1541: | 43 Häuser |
| • 1620: | 72 Häuser |
| • 1650: | 34 Häuser |
| • 1738: | 73 Häuser |
| • 1770: | 72 Häuser |

| Berndorf: Einwohnerzahlen von 1770 bis 2015 | Berndorf: Einwohnerzahlen von 1770 bis 2015 | Berndorf: Einwohnerzahlen von 1770 bis 2015 | Berndorf: Einwohnerzahlen von 1770 bis 2015 | Berndorf: Einwohnerzahlen von 1770 bis 2015 |
| --- | ------------------------------------------- | ------------------------------------------- | ------------------------------------------- | ------------------------------------------- |
| Jahr |                                             |                                             |                                             | Einwohner                                   |
| 1770 | 1770                                        |                                             | 468                                         | 468                                         |
| 1800 | 1800                                        |                                             | ?                                           | ?                                           |
| 1834 | 1834                                        |                                             | 653                                         | 653                                         |
| 1840 | 1840                                        |                                             | 687                                         | 687                                         |
| 1846 | 1846                                        |                                             | 676                                         | 676                                         |
| 1852 | 1852                                        |                                             | 762                                         | 762                                         |
| 1858 | 1858                                        |                                             | 658                                         | 658                                         |
| 1864 | 1864                                        |                                             | 634                                         | 634                                         |
| 1871 | 1871                                        |                                             | 635                                         | 635                                         |
| 1875 | 1875                                        |                                             | 582                                         | 582                                         |
| 1885 | 1885                                        |                                             | 661                                         | 661                                         |
| 1895 | 1895                                        |                                             | 694                                         | 694                                         |
| 1905 | 1905                                        |                                             | 721                                         | 721                                         |
| 1910 | 1910                                        |                                             | 733                                         | 733                                         |
| 1925 | 1925                                        |                                             | 745                                         | 745                                         |
| 1939 | 1939                                        |                                             | 726                                         | 726                                         |
| 1946 | 1946                                        |                                             | 1.076                                       | 1.076                                       |
| 1950 | 1950                                        |                                             | 1.054                                       | 1.054                                       |
| 1956 | 1956                                        |                                             | 972                                         | 972                                         |
| 1961 | 1961                                        |                                             | 998                                         | 998                                         |
| 1967 | 1967                                        |                                             | 1.143                                       | 1.143                                       |
| 1980 | 1980                                        |                                             | ?                                           | ?                                           |
| 1990 | 1990                                        |                                             | ?                                           | ?                                           |
| 2000 | 2000                                        |                                             | ?                                           | ?                                           |
| 2004 | 2004                                        |                                             | 1.800                                       | 1.800                                       |
| 2008 | 2008                                        |                                             | 1.708                                       | 1.708                                       |
| 2011 | 2011                                        |                                             | 1.686                                       | 1.686                                       |
| 2015 | 2015                                        |                                             | 1.658                                       | 1.658                                       |
| Datenquelle: Historisches Gemeindeverzeichnis für Hessen: Die Bevölkerung der Gemeinden 1834 bis 1967. Wiesbaden: Hessisches Statistisches Landesamt, 1968. Weitere Quellen: LAGIS; Gemeinde Twistetal; Zensus 2011 |                                             |                                             |                                             |                                             |

### Historische Religionszugehörigkeit
| • 1885: | 692 evangelische (= 99,71 %), keine katholischen, 2 anderes christliche-konfessionelle (= 0,29 %) Einwohner |
| • 1961: | 949 evangelische (= 95,09 %), 40 katholische (= 4,01 %) Einwohner                                           |

## Kirche

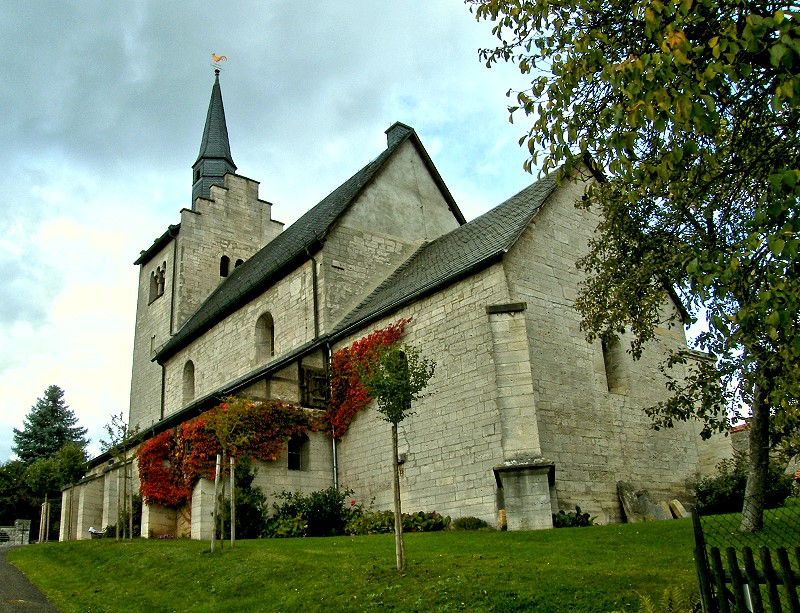
Romanische Berndorfer Kirche

Auf einer Anhöhe am Nordrand des Dorfes befindet sich die Kirche, eine romanische Basilika mit quadratischem Westturm und geschnitztem Altaraufsatz. Die Kirche wurde Anfang des 12. Jahrhunderts erbaut und ist architektonisch stark von Flechtdorf beeinflusst. Die von Josias Wolrat Brützel im Jahr 1709 geschaffene Barockkanzel befindet sich seit den 1960er Jahren in der Wellener Kirche.

## Persönlichkeiten
- Ludwig Lange (1847–1928), Müller und Politiker, 1877 bis 1882 Bürgermeister in Berndorf